# Karin Stephan
Karin Stephan (18 de septiembre de 1968) es una deportista alemana que compitió en remo. Ganó dos medallas en el Campeonato Mundial de Remo, en los años 1998 y 2000.

## Palmarés internacional
| Campeonato Mundial | Campeonato Mundial | Campeonato Mundial | Campeonato Mundial  |
| Año                | Lugar              | Medalla            | Prueba              |
| ------------------ | ------------------ | ------------------ | ------------------- |
| 1998               | Colonia (Alemania) | Medalla de plata   | Doble scull ligero  |
| 2000               | Zagreb (Croacia)   | Medalla de oro     | Cuatro scull ligero |